# Cyrtochilum stenochilum
Cyrtochilum stenochilum là một loài thực vật có hoa trong họ Lan. Loài này được (Linden & Rchb.f.) Dalström mô tả khoa học đầu tiên năm 2002.